# Municipio de Coal (condado de Jackson)
El municipio de Coal (en inglés: Coal Township) es un municipio ubicado en el condado de Jackson en el estado estadounidense de Ohio. En el año 2010 tenía una población de 1974 habitantes y una densidad poblacional de 39,32 personas por km².

## Geografía
El municipio de Coal se encuentra ubicado en las coordenadas 39°6′30″N 82°36′37″O / 39.10833, -82.61028. Según la Oficina del Censo de los Estados Unidos, el municipio tiene una superficie total de 50.2 km², de la cual 50,19 km² corresponden a tierra firme y (0,02 %) 0,01 km² es agua.

## Demografía
Según el censo de 2010, había 1974 personas residiendo en el municipio de Coal. La densidad de población era de 39,32 hab./km². De los 1974 habitantes, el municipio de Coal estaba compuesto por el 96,91 % blancos, el 0,35 % eran afroamericanos, el 0,56 % eran amerindios, el 0,35 % eran asiáticos, el 0,2 % eran de otras razas y el 1,62 % eran de una mezcla de razas. Del total de la población el 0,61 % eran hispanos o latinos de cualquier raza.